# Edith Jung

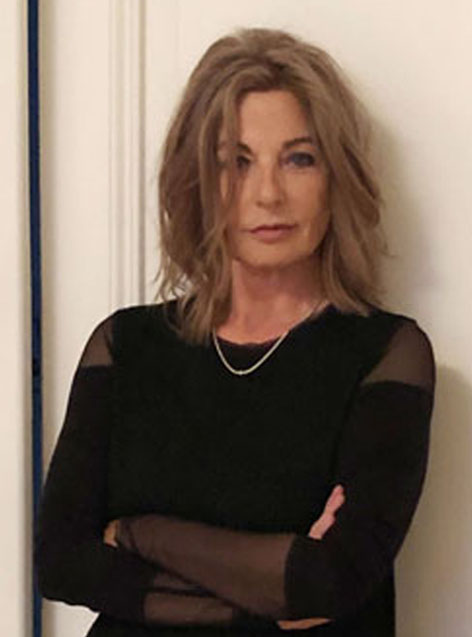
Edith Jung

Edith Jung (* 23. Oktober 1953 in Karlsruhe) ist eine deutsche Malerin.

## Leben
Jung studierte von 1973 bis 1978 an der Staatlichen Akademie der Bildenden Künste Karlsruhe bei Rainer Küchenmeister. 1980 erhielt sie ein Stipendium der Kunststiftung Baden-Württemberg. 1982/83 folgte ein halbjähriger Studienaufenthalt in der Villa Massimo in Rom.
Jung lebt und arbeitet in Karlsruhe.

## Werk
Jung arbeitet mit eigens hergestellten Pigmentzusammenstellungen. Sie kombiniert abstrakten, flächigen Farbauftrag mit an Kalligraphie erinnernden Zeichen. Dadurch erzeugen ihre Werke den Eindruck von dreidimensionaler Tiefe.

## Sammlungen (Auswahl)
- Engelhorn-Stiftung, München[4]
- Galerie der Stadt Stuttgart[5]

## Ausstellungen (Auswahl)

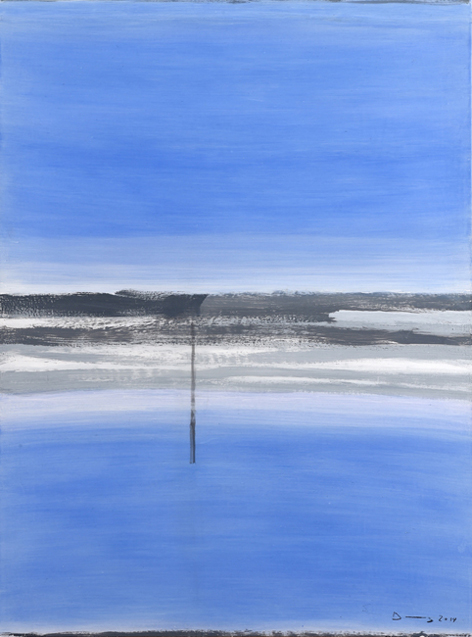
Beyond Blue

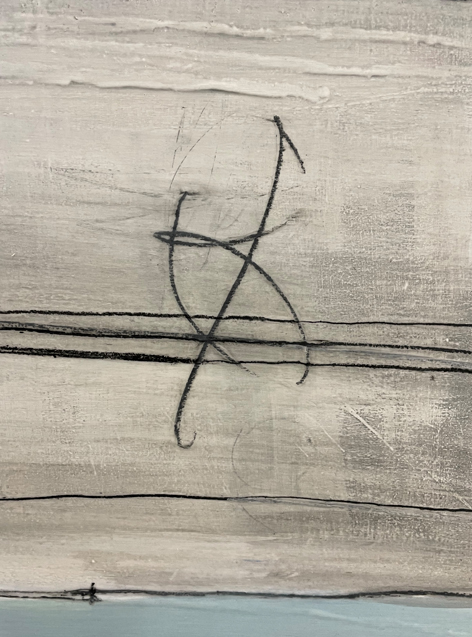
Inschrift 1 (Bildausschnitt)

- 2019: ARTIFACT Gallery, New York City, Vereinigte Staaten[6]
- 2019: Affordable Art Fair Milan, Mailand, Italien
- 2017: LA Art Show, Los Angeles, USA[7]
- 2016: LA Art Show, Los Angeles, USA[8]
- 2015: The Verve of Abstraction, Agora Gallery, New York City, USA
- 2014: Neues Schloss Meersburg
- 2013: Palais Thurn und Taxis, Frankfurt
- 2010: Kunstverein Konstanz
- 2008: 18. Kunstmesse Frauenmuseum, Bonn
- 2007: Zeitzeichen, Kunstverein Konstanz
- 2006: 16. Kunstmesse Frauenmuseum, Bonn
- 1983: Kunstverein Ludwigsburg, Villa Franck, Ludwigsburg
- 1981: Kaiserswerther Kunstpreis, Düsseldorf
- 1981: Neue Darmstädter Sezession, Mathildenhöhe, Darmstadt
- 1980: Art Basel, Basel, Schweiz
- 1979: Deutscher Künstlerbund, Stuttgart
- 1979: Kunstzentrum Nr. 66, Engelhorn–Stiftung, München
- 1979: Neue Darmstädter Sezession, Mathildenhöhe, Darmstadt
- 1977: Galerien im Kunstverein, Badischer Kunstverein Karlsruhe
- 1976: Kunstverein Heidelberg
- 1975: Karlsruher Künstler, Badischer Kunstverein Karlsruhe